# Capitania de Santo Amaro
A Capitania de Santo Amaro foi uma das subdivisões administrativas do território brasileiro no período colonial da América Portuguesa (1500-1815), criada em 1534 junto com mais treze regiões hereditárias (1534–1548), entregues pelo rei de Portugal, Dom João III, a donatários em regime de hereditariedade. Esta capitania foi doada à Pero Lopes de Sousa, iniciando na foz do rio Juqueriquerê, em Caraguatatuba, a Bertioga (de norte a sul da costa paulista).
A capitania, sem recursos naturais de importância e sem ligações com o Planalto, não se desenvolve. As únicas ações visando a ocupar o território são a construção dos Fortes de São João e São Filipe, destinados a proteção do porto de Santos, uma beneficiadora de óleo de baleia no extremo norte da ilha, na desembocadura do canal de Bertioga e a ação de alguns grupos de jesuítas para a cataquese de índios. 
Com o tempo, passou a ser, na prática, parte da Capitania de São Vicente - capitania essa que passou a compartilhar com Santo Amaro o mesmo donatário a partir da década de 1620, com o triunfo do Conde de Monsanto na disputa judicial com a Condessa de Vimieiro.
Pernambuco e São Vicente foram as únicas capitanias que prosperaram no período colonial.

## História

### Antecedentes
A colonização européia na América foi efetivamente iniciada em 1534, quando o rei Dom João III dividiu o território em quatorze capitanias hereditárias (administração do território colonial português) que foram doadas a doze capitães-donatários (vassalos), que podiam explorar os recursos da terra, mas em contra-partida deveriam povoar e proteger as regiões, onde os direitos e deveres dos donatários eram regulamentados pelas Cartas de Foral.
O sistema de capitanias já era empregado pelo Império Português nas ilhas da Madeira e de Cabo Verde desde o século XV. Em carta dirigida a Martim Afonso de Sousa em 1532, Dom João III comunicou a decisão de dividir o território português, assim em 1534 efetivou as primeiras doações.
Existem três possíveis fatores para a adoção do sistema de capitanias no Brasil: uma resposta da monarquia portuguesa ante a ameaça da França ao seu projeto de domínio na América; transferência dos gastos com a colonização que deixavam de ser do Estado e passavam para os donatários, favorecendo a Coroa em um contexto de escassez de recursos; conversão da população nativa ao cristianismo, dando continuidade ao ideal da Cruzadas.

## Lista dos donatários
- Pero Lopes de Sousa
- Pedro Lopes, tendo como tutora sua mãe Isabel de Gamboa
- Martim Afonso de Sousa (sobrinho), tendo como tutora sua mãe Isabel de Gamboa
- D. Jerônima de Albuquerque e Sousa
- D. Isabel de Lima de Sousa Miranda
- Lopo de Sousa, também donatário da capitania de São Vicente
- Luís de Castro, conde de Monsanto
- D. Álvaro Pires de Castro[12]